# Orna Grumberg

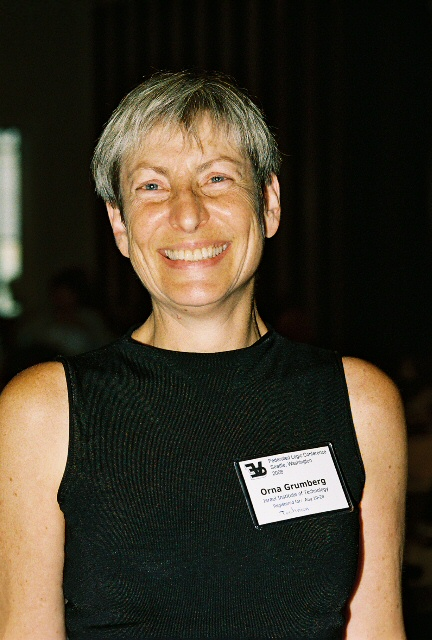
Grumberg im Jahr 2006

Orna Grumberg (hebräisch ארנה גרימברג; geb. 14. Mai 1952 in Chadera) ist eine israelische Informatikerin. Sie hat derzeit den Leumi Chair of Science am Technion, der Technischen Universität Israels in Haifa, inne.

## Leben
Orna Grumberg studierte Informatik (B.Sc. 1976 und M.Sc. 1978) und schloss dieses Studium mit dem Doktorgrad (Ph.D.) 1984 ab. 1985 bis 1987 erhielt sie den Posten eines Postdoc an der Carnegie Mellon University unter Professor Edmund M. Clarke. Gemeinsam mit Clarke entwickelte Orna Grumberg das sogenannte Model Checking (Modellprüfung).
Die ersten Modellprüfungsalgorithmen konnten lediglich kleine Computerprogramme überprüfen. Grumberg gelang es, eine neue Herangehensweise an die Modellprüfung zu entwickeln (Automatic Abstraction). Orna Grumberg war im Bereich Modellprüfung unter anderen für die Unternehmen Intel und Microsoft beratend tätig.
Grumberg hat in ihrer Laufbahn viele administrative Positionen bekleidet. Sie war am Technion Dekan der Graduate School, war Vorsitzende des Organisationskomitees des CAV (Computer Aided Verification) 1997 und TACAS (Tools and Algorithms for the Construction and Analysis of Systems) im Jahr 2007 und hat viele große Fachkonferenzen wie FMCAD (Formal Methods in Computer Aided Design) und LICS (Logic in Computer Science) organisiert. Orna Grumberg gehört auch zu den Dozenten der Summer School Security Through Science der Technischen Universität München gemeinsam mit der NATO im bayerischen Marktoberdorf.
Orna Grumberg lebt in Haifa und hat zwei Töchter.

## Auszeichnungen
Seit 2013 ist Grumberg Mitglied der Academia Europaea. 2015 wurde sie als Fellow der Association for Computing Machinery (ACM) „für ihren Beitrag in der Forschung zu automatischer formeller Verifikation von Hard- und Software Systemen“ berufen. Im Mai 2017 wurde ihr die Ehrendoktorwürde der Technischen Universität München im Rahmen des Jubiläums 50 Jahre Informatik in München verliehen.

## Schriften
- Gemeinsam mit Edmund M. Clarke und Doron A. Peled: Model Checking. MIT Press 1999, ISBN 0-585-38558-0.[5]
- 25 years of model checking. Springer 2008, ISBN 978-3-540-69849-4